# Google Aerial View
Google Aerial View es una característica de Google Maps que consiste en imágenes aéreas, ofreciendo "vistas a vuelo de pájaro" de ciudades. Fue lanzada en diciembre de 2009 siendo las primeras ciudades disponibles San José y San Diego.
En julio de 2010, Aerial View estaba disponible en ciudades selectas de Estados Unidos y otras partes del mundo. Para 2012, Aerial View cubría menos zonas en el mapa que Bing's Birdeye View, con muchas ciudades grandes como Londres, Mánchester, París, Madrid, Berlín y Washington D.C. todavía no cubiertas, aunque sí en la versión de Bing.
A continuación, la lista completa de ciudades disponibles en octubre de 2014.
| País           | Ciudades |
| -------------- | --- |
| Alemania       | Augsburg, Dortmund, Friedberg, Leipzig, Mannheim, Múnich, Núremberg, Oberhausen, Speyer, Stuttgart, Ulm, Wachtberg, Weinheim, Wuppertal. |
| Argentina      | Buenos Aires, Córdoba, Mar del Plata, Mendoza, Rosario. |
| Australia      | Adelaida, Canberra, Perth. |
| Austria        | Graz, Innsbruck, Linz, Salzburgo, Steyr, Viena, Wiener Neustadt. |
| Bélgica        | Bruselas, Charleroi, Mons. |
| Brasil         | Belo Horizonte, Brasilia, Campinas, Curitiba, Porto Alegre. |
| Canadá         | Edmonton, Ottawa, Regina, Saskatoon, St. Catharines, Winnipeg, Vancouver, Victoria. |
| Chile          | Santiago, Valparaíso. |
| Chequia        | Brno (Brünn), Frýdek-Místek, Hradec Králové (Königgrätz), Karlovy Vary (Karlsbad), Krupka (Graupen), Liberec (Reichenberg), Most (Brüx), Olomouc (Olmütz), Ostrava, Pardubice, Plzeň (Pilsen), Praga, Teplice (Töplitz), Ústí nad Labem (Aussig), Zlín. |
| Eslovaquia     | Bratislava. |
| España         | Alicante, Aranjuez, Badajoz, Bailén, Bayona, Blanes, Burgos, Cáceres, Castillo de Aro, Ciudad Real, Córdoba, Cuenca, Denia, Elche, Gandía, Gijón, Gerona, Guadiaro, Huesca, Jaén, Jerez, La Alcudia, La Coruña, Las Rozas de Madrid, Lérida, Logroño, Los Palacios y Villafranca, Lugo, Manresa, Marbella, Mataró, Mérida, Orense, Oviedo, Pamplona, Puertollano, Reus, Roquetas de Mar, Sabadell, Sagunto, Salamanca, San Sebastián, Santander, Segovia, Sevilla, Sueca, Toledo, Torrelavega, Torrevieja, Utrera, Vitoria, Zamora. |
| Estados Unidos | Alabama: Anniston, Auburn, Birmingham, Daphne, Decatur, Dothan, Florence, Gadsden, Huntsville, Mobile, Montgomery, Tuscaloosa. Arizona: Flagstaff, Lake Havasu City, Phoenix, Prescott, Show Low, Tucson, Yuma. Arkansas: Benton, Fayetteville, Fort Smith, Hot Springs, Jonesboro, Little Rock, Pine Bluff. California: Auburn, Bakersfield, Chico, Concord, El Centro, Escondido, Fresno, Galt, Hanford, Laguna Niguel, Lake Arrowhead, Lancaster, Long Beach, Los Ángeles, Los Baños, Modesto, Oakland, Ontario, Oxnard, Palm Springs, Palo Alto, Petaluma, Placerville, Redding, Riverside, Sacramento, Salinas, San Diego, San Francisco, San José, San Luis Obispo, Santa Cruz, Santa Rosa, Sausalito, Stockton, Torrance, Vacaville, Valle de San Fernando, Yuba City. Carolina del Norte: Charlotte, Fayetteville, Greensboro, Hickory, Jacksonville, Raleigh, Rocky Mount, Wilmington. Carolina del Sur: Anderson, Charleston, Columbia, Florence, Greenville, Myrtle Beach, Sumter. Colorado: Boulder, Colorado Springs, Denver, Fort Collins, Grand Junction, Pueblo. Connecticut: Hartford, New Haven, Waterbury. Dakota del Norte: Bismarck, Fargo, Grand Forks. Dakota del Sur: Rapid City, Sioux Falls. Florida: Cabo Coral, Daytona Beach, Fort Myers, Gainesville, Jacksonville, Lakeland, Miami, Naples, Ocala, Orlando, Palm Bay, Palm Coast, Panama City, Pensacola, Port Charlotte, San Petersburgo, Sarasota, Tallahassee, Tampa, Titusville. Georgia: Albany, Atlanta, Athens, Augusta, Brunswick, Columbus, Macon, Rome, Savannah, Valdosta, Warner Robins. Hawái: Honolulu, Kahului, Kihei. Idaho: Boise, Coeur d'Alene, Idaho Falls, Lewiston, Pocatello. Illinois: Bloomington, Champaign, Chicago, Danville, Decatur, Kankakee, Peoria, Rockford, Springfield. Indiana: Bloomington, Columbus, Evansville, Fort Wayne, Indianápolis, Kokomo, Lafayette, Michigan City, Muncie, South Bend, Terre Haute. Iowa: Ames, Cedar Rapids, Davenport, Des Moines, Dubuque, Iowa City, Sioux City, Waterloo. Kansas: Kansas City, Lawrence, Manhattan, Olathe, Shawnee, Topeka, Wichita. Kentucky: Bowling Green, Elizabethtown, Lexington, Louisville, Owensboro. Luisiana: Alexandria, Baton Rouge, Eunice, Lake Charles, Monroe, Nueva Orleans, Shreveport. Maine: Bangor, Lewiston, Portland. Maryland: Baltimore, Cumberland, Hagerstown, Salisbury. Massachusetts: Boston, Hyannis, Worcester. Míchigan: Battle Creek, Bay City, Detroit, Flint, Grand Rapids, Holland, Kalamazoo, Lansing. Minnesota: Duluth, Mankato, Minneapolis, Plymouth, Rochester, Saint Paul, St. Cloud. Misisipi: Gulfport, Jackson. Montana: Billings, Great Falls, Missoula. Misuri: Cape Girardeau, Columbia, Jefferson City, Joplin, Kansas City, Lee's Summit, San Luis, Springfield, St. Joseph. Nebraska: Lincoln, Omaha. Nevada: Boulder City, Las Vegas, Reno, Stateline. Nueva Jersey: Newark. Nueva York: Albany, Búfalo, Ithaca, Niagara Falls, Nueva York, Queensbury, Rochester, Utica. Nuevo Hampshire: Manchester. Nuevo México: Albuquerque, Farmington, Las Cruces, Santa Fe. Ohio: Akron, Canton, Cincinnati, Cleveland, Columbus, Dayton, Lima, Mansfield, Toledo, Youngstown. Oklahoma: Enid, Lawton, Oklahoma City, Tulsa. Oregón: Bend, Corvallis, Eugene, Medford, Portland, Salem. Pensilvania: Allentown, Filadelfia, Pittsburgh, Scranton. Rhode Island: Providence. Tennessee: Chattanooga, Clarksville, Cleveland, Jackson, Knoxville, Memphis, Morristown, Nashville. Texas: Abilene, Amarillo, Athens, Austin, Beaumont, College Station, Corpus Christi, Dallas, Fort Worth, Houston, Longview, Lubbock, Midland, Odessa, Pleasanton, San Angelo, San Antonio, San Marcos, Sherman, Victoria, Waco, Wichita Falls. Utah: Logan, Ogden, Salt Lake City, St. George. Vermont: Burlington. Virginia: Danville, Harrisonburg, Lynchburg, Norfolk, Richmond, Roanoke, Virginia Beach. Virginia Occidental: Charleston, Huntington, Morgantown, Parkersburg. Washington: Bremerton, Everett, Lakewood, Longview, Kennewick, Mount Vernon, Olympia, Puyallup, Seattle, Spokane, Tacoma, Wenatchee, Yakima. Wisconsin: Eau Claire, Green Bay, Janesville, La Crosse, Madison, Milwaukee, Oshkosh, Racine, Sheboygan, Wausau. Wyoming: Casper, Cheyenne. |
| Francia        | Angers, Arachon, Aviñón, Besanzón, Béziers, Bourges, Burdeos, Clermont-Ferrand, Colmar, Dijon, Estrasburgo, Grenoble, Gujan-Mestras, La Roche-sur-Yon, La Rochelle, Lille, Limoges, Lyon, Marseille, Montpellier, Nantes, Nimes, Perpiñán, Poitiers, Reims, Rennes, Ruan, Saint-Étienne, Toulouse, Troyes. |
| Gran Bretaña   | Birmingham, Blackpool, Cardiff, Edinburgo, Glasgow, Leeds, Newcastle upon Tyne, Reading, Sheffield, Stoke-on-Trent, Telford. |
| Holanda        | Róterdam. |
| Hungría        | Budapest. |
| Irlanda        | Dublín. |
| Italia         | Cagliari, Catania, Ferrara, Florencia, Livorno, Mesina, Milán, Módena, Nápoles, Olbia, Oristán, Palermo, Parma, Perugia, Pisa, Regio de Calabria, Roma, Siena, Turín, Venecia. |
| Japón          | Chiba, Nagoya, Sendai, Tokio, Yokohama. |
| Luxemburgo     | Luxemburgo |
| México         | Mazatlán |
| Nueva Zelanda  | Auckland, Christchurch. |
| Polonia        | Breslavia, Cracovia, Gdansk (Danzig), Poznań (Posen), Varsovia. |
| Portugal       | Braga, Coímbra. |
| Rumania        | Brașov, Bucarest, Cluj-Napoca, Constanza, Iași, Sibiu, Sighișoara, Sinaia, Timișoara, Tulcea. |
| Sudáfrica      | Bloemfontein, Ciudad del Cabo, Durban, Johannesburgo, Nelspruit, Polokwane, Port Elizabeth, Pretoria, Afueras de Rustenburgo. |
| Suecia         | Estocolmo, Malmö. |
| Suiza          | Basilea, Berna, Biel, Friburgo, Ginebra, Lausana, Lucerna, Montreux, Neuchâtel, Nyon, Rolle, San Galo, Thun, Zug, Zúrich. |